# Internazionali di Tennis Emilia Romagna 2020
Gli Internazionali di Tennis Emilia Romagna 2020 sono stati un torneo maschile di tennis giocato sulla terra rossa. È stata la 2ª edizione del torneo, facente parte della categoria Challenger 125 nell'ambito dell'ATP Challenger Tour 2020, con un montepremi di 132 280 €. Si sono giocati al Tennis Club President di Montechiarugolo, comune in provincia di Parma, in Italia, dal 5 all'11 ottobre 2020.

## Partecipanti

### Teste di serie
| Nazionalità | Giocatore             | Ranking* | Testa di serie |
| ----------- | --------------------- | -------- | -------------- |
| Stati Uniti | Frances Tiafoe        | 67       | 1              |
| Argentina   | Juan Ignacio Londero  | 69       | 2              |
| Serbia      | Laslo Đere            | 73       | 3              |
| Argentina   | Federico Delbonis     | 81       | 4              |
| Italia      | Salvatore Caruso      | 85       | 5              |
| Germania    | Philipp Kohlschreiber | 86       | 6              |
| Italia      | Gianluca Mager        | 89       | 7              |
| Sudafrica   | Lloyd Harris          | 90       | 8              |

* Ranking al 28 settembre 2020.

### Altri partecipanti
I seguenti giocatori hanno ricevuto una wild card per il tabellone principale:
- Marco Cecchinato
- Lorenzo Musetti
- Giulio Zeppieri

I seguenti giocatori sono entrati in tabellone come special exempt:
- Maxime Cressy
- Denis Istomin

Il seguente giocatore è entrati nel tabellone principale come alternate:
- Mitchell Krueger

I seguenti giocatori sono passati dalle qualificazioni:
- Filippo Baldi
- Hugo Grenier
- Tomáš Macháč
- Alexandre Müller

Il seguente giocatore è entrato in tabellone come lucky loser:
- Juan Pablo Ficovich

## Punti e montepremi
| Torneo    | Torneo              | V      | F      | SF    | QF    | 2T    | 1T    | Q | Q2  | Q1  |
| Singolare | Punti               | 125    | 75     | 45    | 25    | 10    | 0     | 5 | 1   | 0   |
| Singolare | Premi in denaro (€) | 18 290 | 10 770 | 6 370 | 3 710 | 2 180 | 1 320 | – | 660 | 330 |
| Doppio    | Punti               | 125    | 75     | 45    | 25    | –     | 0     | – | –   | –   |
| Doppio    | Premi in denaro (€) | 7 870  | 4 570  | 2 740 | 1 630 | –     | 920   | – | –   | –   |

## Campioni

### Singolare
Frances Tiafoe ha sconfitto in finale  Salvatore Caruso con il punteggio di 6-3, 3-6, 6-4.

### Doppio
Marcelo Arévalo /  Tomislav Brkić hanno sconfitto in finale  Ariel Behar /  Gonzalo Escobar con il punteggio di 6-4, 6-4.